# Shar-kali-sharri
Shar-kali-sharri est un roi d'Akkad, qui a régné d'environ 2218 à 2193 av. J.-C. ou de 2197 à 2173 av. J.-C.
Son nom, qui signifiait « Roi de tous les rois », est un parfait exemple des ambitions universalistes de son père Naram-Sîn, mais il ne lui porta guère chance. En effet, le règne de Shar-kali-sharri voit l'Empire d'Akkad perdre une grande partie de son territoire, et la titulature de ce roi montre qu'il adopte une attitude beaucoup plus modeste que celle de son prédécesseur : alors que ce dernier se nommait « Roi des Quatre-Régions » (c'est-à-dire du Monde entier), Shar-kali-sharri se fait sobrement appeler « Roi d'Akkad ».
L'empire d'Akkad s'affaiblit considérablement sous les assauts de peuples barbares : Gutis et Lullubis du Zagros, Amorrites en Haute-Mésopotamie. De nombreuses régions prennent leur indépendance, comme l'Élam sous l'impulsion de Puzur-Inshushinak, ancien vassal de Naram-Sîn. En dépit de quelques batailles victorieuses qui lui permettent de préserver momentanément le cœur de son royaume, Shar-kali-sharri est incapable d'empêcher la désagrégation de l'Empire hérité de ses ancêtres. Sa mort survient dans un contexte catastrophique. Il est probable que quelques autres personnages montèrent sur le trône d'Akkad après Shar-kali-sharri, mais leur pouvoir était très faible, et ils devaient composer avec les autres souverains des États de Basse-Mésopotamie qui avaient émergé des ruines de l'Empire d'Akkad. La domination de cette région revient alors selon la tradition historiographique mésopotamienne aux rois gutis.